# نورا السباعي
نورا الشرنوبي
(1974 -)، ممثلة مصرية.

## أعمال فنية
- الباشا تلميذ
- عيله في مهمه رسميه
- سبوبة
- لوكاندة زوزو
- مسيو رمضان مبروك أبو العلمين حمودة
- ماما في القسم
- عائلة نونو (الجزء الثاني)
- نص أنا نص هو
- عصابة بابا وماما
- أمير البحار
- توك شو
- نسمة ونصيب
- أحلام رابح
- خلطة فوزية
- مراتي زعيمة عصابة
- الفاضي يعمل إيه
- مرسي عاوز كرسي
- اخر كلام
- . رجل غنى..فقير جداً
- معكم على الهواء هايم عبد الدايم
- خليك في حالك
- راجل وست ستات (ج1)
- ربنا يخلى جمعة
- الفريسة والصياد
- عفاريت العلبة
- اثنين على الرصيف
- خمة راس
- السندريلا
- اللى اختشوا ماتو
- دو ري مي فاصوليا
- ريا وسكينه
- واحد كابوتشينو
- السيد أبو العربي وصل
- أيام الخادمة أحلام
- من غير ميعاد
- أنا وهؤلاء
- راجعلك يا إسكندرية
- عيش أيامك
- بابا في تانية رابع
- سيب وأنا أسيب
- بحبك وأنا كمان
- حكايات زوج معاصر
- الوتر المشدود
- شريف ونص ج1